# United Coalition Party
United Coalition Party (kiribatisch: Karikirakean Te I-Kiribati, KTK) war eine politische Partei in Kiribati, die im Maneaba ni Maungatabu (House of Assembly) vertreten war.

## Geschichte
Die Partei entstand im August 2010 durch die Vereinigung der Kiribati Independent Party und der Partei Protect the Maneaba (Maneaban Te Mauri). Die neue Partei errang 12 Sitze, wodurch sie zur größten Oppositionspartei wurde und der Parteivorsitzende Rimeta Beniamina zum Führer der Opposition. Er wechselte jedoch später zur Maurin Kiribati Party (MKP).
In den Parlamentswahlen 2011 errang die Partei noch zwei Sitze und konnte Tetaua Taitai als Kandidaten für die Präsidentschaftswahlen 2012 präsentieren. Taitai errang 35 % der Stimmen.
Im Januar 2016 vereinigte sich die United Coalition Party mit der MKP zur Tobwaan Kiribati Party.

## Wahlergebnisse
| Wahl           | Mandate |
| -------------- | ------- |
| Wahl 2011      | 10 / 46 |
| Wahl 2015/16 a | 18 / 46 |